# Georgijs Smirnovs
Georgijs Smirnovs   (Leningrad, 20 de gener de 1936) és un exfutbolista letó de la dècada de 1960.
Pel que fa a clubs, defensà els colors de FK Dinamo Rīga i FK Daugava Rīga.
Més tard fou entrenador a VEF Rīga.